# Клио (журнал)
«Клио» — российский исторический научный журнал, издаваемый с 1997 года. Включён в перечень рецензируемых научных изданий по специальностям ВАК РФ, в которых должны публиковаться результаты диссертаций по историческим наукам. Главный редактор Сергей Полторак. 

## История
Идея создания журнала появилась в 1995 году. Зарегистрирован журнал 6 декабря 1996 года, а первый номер был подписан в печать 23 июня 1997 года.
У журнала сформировались постоянные рубрики «Гости номера», «Историография и источниковедение», «Всеобщая история», «История государства Российского», «Рецензии научных изданий», «Научная жизнь».
Решением Президиума ВАК Министерства образования и науки России от 19 февраля 2010 года журнал «Клио» был включен в Перечень ведущих рецензируемых научных журналов и изданий.
С декабря 2015 года журнал включён в постоянный перечень рецензируемых научных изданий по специальностям ВАК РФ  – «Отечественная история» (07.00.02), «Всеобщая история» (07.00.03), «Историография, источниковедение и методы исторического исследования» (07.00.09), в которых должны быть опубликованы основные научные результаты диссертаций на соискание ученых степеней кандидата и доктора наук.

## Награды
- Почётная серебряная медаль В. И. Вернадского от Российской академии естественных наук «за высокие научные достижения и большой вклад в развитие России» (2011)[3];
- Медаль имени Альберта Швейцера Европейской академии естественных наук «за выдающийся вклад в содействие и развитие научных достижений»[3].